# علاء عمرو
علاء عمرو (6 نوفمبر 1998 -)، ممثل مصري. شارك في أول فيلم له مع الفنان محمد هنيدي في فيلم عندليب الدقي بعام 2008 والثاني له مع الفنان عادل إمام في فيلم عريس من جهة أمنية.

## أعماله

### في السينما
- عندليب الدقي
- عريس من جهة أمنية

### مسلسلات
- فلانتينو

### فيديو كليب
- الطيب أحسن مع الفنان محمد عدوية.[10]

## روابط خارجية
- علاء عمرو على موقع الدهليز
- علاء عمرو على موقع قاعدة بيانات الأفلام العربية